# خوسيه أنطونيو رودريغيز سالاس
خوسيه أنطونيو رودريغيز سالاس هو سياسي إسباني، ولد في 20 أكتوبر 1965 في بياس دي غرانادا في إسبانيا. نشط حزبياً في الحزب الاشتراكي العمالي الإسباني. في انتخابات مجلس النواب الإسباني في نوفمبر 2019 ‏، انتخب عضو مجلس النواب الإسباني ‏ عن دائرة Granada (Congress of Deputies constituency) ‏ لترشحه ضمن قائمة الحزب الاشتراكي العمالي الإسباني، وقد انضم خلال فترته النيابية ‏ (3 ديسمبر 2019 – ) للكتلة البرلمانية الكتلة الإشتراكية البرلمانية ‏ وفي انتخابات مجلس النواب الإسباني 2019 ‏، انتخب عضو مجلس النواب الإسباني ‏ عن دائرة Granada (Congress of Deputies constituency) ‏ وقد انضم خلال فترته النيابية ‏ (14 مايو 2019 – ) للكتلة البرلمانية الكتلة الإشتراكية البرلمانية ‏ وانتخب عمدة خون، غرناطة ‏ (16 مارس 2005 – 17 سبتمبر 2018).